# Álbaro de Córdoba
Paulo Álbaro Cordubense, más conocido como Álbaro de Córdoba (Córdoba, c.800 - c. 861), fue un erudito bíblico, teólogo y poeta mozárabe de Al-Ándalus. Marcelino Menéndez y Pelayo lo citó en su Historia de los heterodoxos españoles.

## Biografía
Fue educado en el ambiente de la escuela abacial de Esperaindeo, donde fue condiscípulo de Eulogio de Córdoba, canonizado tras su martirio y muerte. Álbaro se convertiría más tarde en su primer biógrafo. Su formación humanística queda reflejada en la gran variedad de géneros en los que se desarrolla su obra (epistolar, biográfico, poético, apologético, ascético...). Uno de sus trabajos más importantes fue el Epistolario, compuesto de veinte cartas, de las cuales doce fueron escritas por Paulo Álbaro a distintos destinatarios y siete le fueron remitidas por algunos de estos; otra es de un obispo, dirigida a un destinatario desconocido. Eulogio le calificó como un «doctor egregio y en nuestro tiempo una fuente fluida y abundante de sabiduría».
Escribió además Vita vel passio beatissimi martiris Eulogii (860), sobre la vida de San Eulogio, la Confessio Alvari; los tratados de moral Liber Scintillarum e Indiculus luminosus (854), y numerosos versos en latín que testimonian su conocimiento de la poesía visigótica en esa lengua (Eugenio de Toledo, por ejemplo) y la de los clásicos latinos. La obra de Paulo Álbaro testimonia la pervivencia de un pensamiento católico que se rebelaba contra el avance de la sociedad musulmana. Es también notable la correspondencia que mantuvo con Bodo, un diácono franco que se convirtió al judaísmo y se estableció en Zaragoza.
A mediados del siglo IX, un siglo y medio después de la conquista musulmana, Álbaro de Córdoba se quejaba de que en su ciudad solo existiera un cristiano entre mil capaz de redactar una carta en latín, mientras que muchos jóvenes escribían poesía en árabe o se dedicaban a juegos retóricos en esa lengua. Como ha destacado Eduardo Manzano Moreno, «en un grupo, pues, no islamizado [los mozárabes] los progresos de la arabización lingüística habían sido tales que el latín estaba viéndose relegado cada vez más. De ahí la preocupación expresada por Álbaro de Córdoba».

## Obras
- Liber Scintillarum, tratado de moral
- Indiculus luminosus, tratado de moral (854) - Significado "La pequeña letra de la alta elocuencia". En esta carta, Álbaro se queja de que los jóvenes talentosos cristianos Mozárabe de  España islámica ya ni siquiera podían escribir una carta decente en latín, pero podían hacerlo en árabe clásico mejor que los propios árabes.
- Confessio alvarii
- Vita vel passio beatissimi martiris Eulogii (860), vida de San Eulogio
- Epistolario (compilación de cartas)